# Сейлъм (Масачузетс)
Вижте пояснителната страница за други значения на Сейлъм.
Сѐйлъм (на английски: Salem) е град в Масачузетс, Съединени американски щати, административен център на окръг Есекс, заедно с град Лорънс. Намира се на 20 km североизточно от центъра на Бостън. През 1692 в града се провежда известният процес срещу т.нар. Салемски вещици. Населението на града е около 40 000 души (2000).

## Личности
Родени
- Натаниел Хоторн (1804-1864), писател